# Tate (galerie)
Tate – sieć galerii znajdujących się w Anglii, gromadzących zarówno sztukę brytyjską, jak i dzieła sztuki współczesnej z całego świata. W ramach sieci funkcjonują obecnie cztery galerie o różnych profilach działalności – Tate Britain (otwarta w 1897, do 2000 roku nazywana „Tate Gallery”), Tate Liverpool (1988), Tate St Ives (1993) i Tate Modern (2000). Oprócz fizycznych galerii organizacja prowadzi także witrynę internetową – Tate Online (1998).
Tate nie podlega bezpośrednio pod żadną instytucję rządową, ale jest finansowane głównie przez brytyjskie Ministerstwo Kultury, Mediów i Sportu (ang. Department for Culture, Media and Sport).

## Galeria

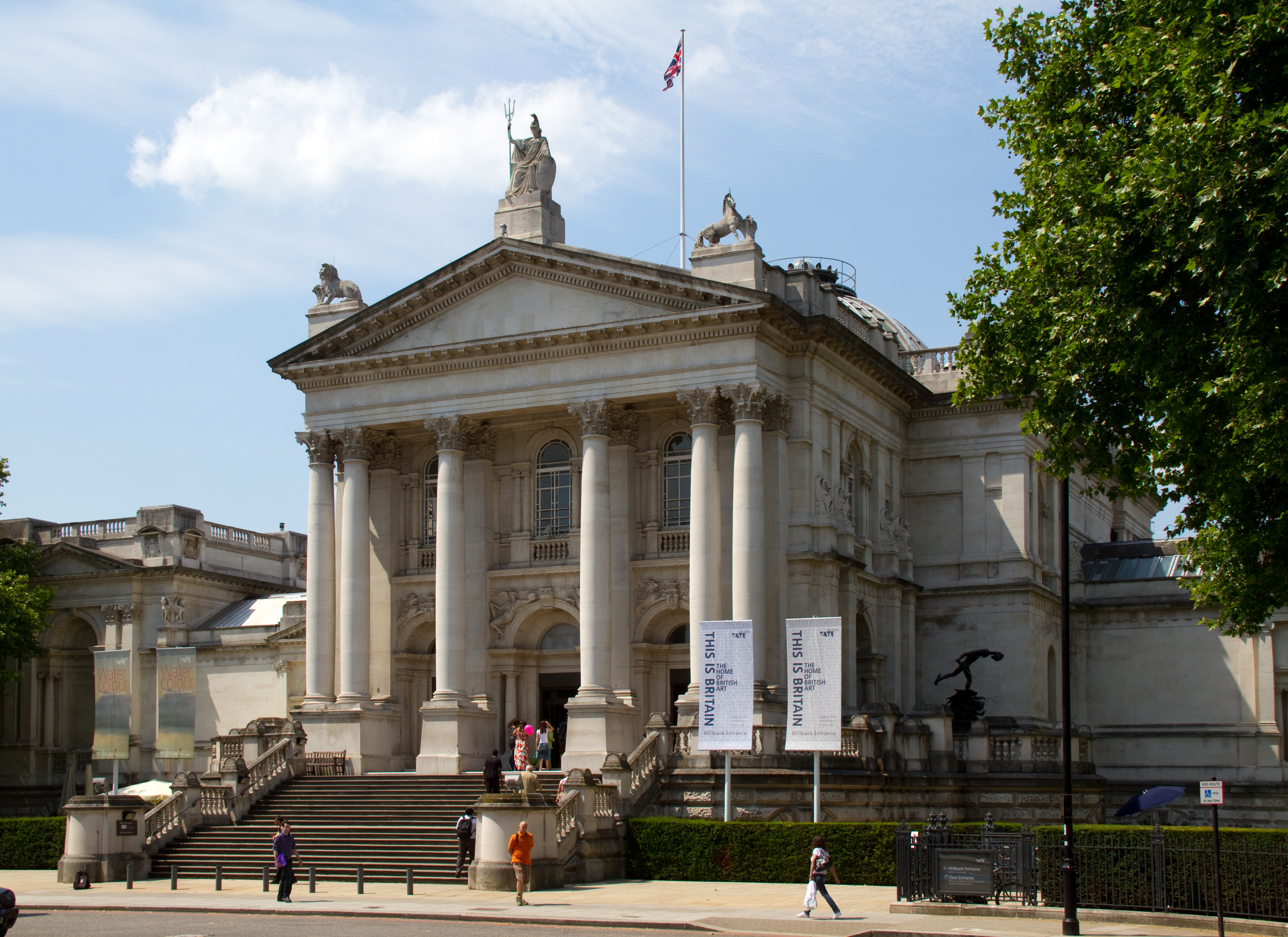
Siedziba dawnej Tate Gallery, obecnie Tate Britain
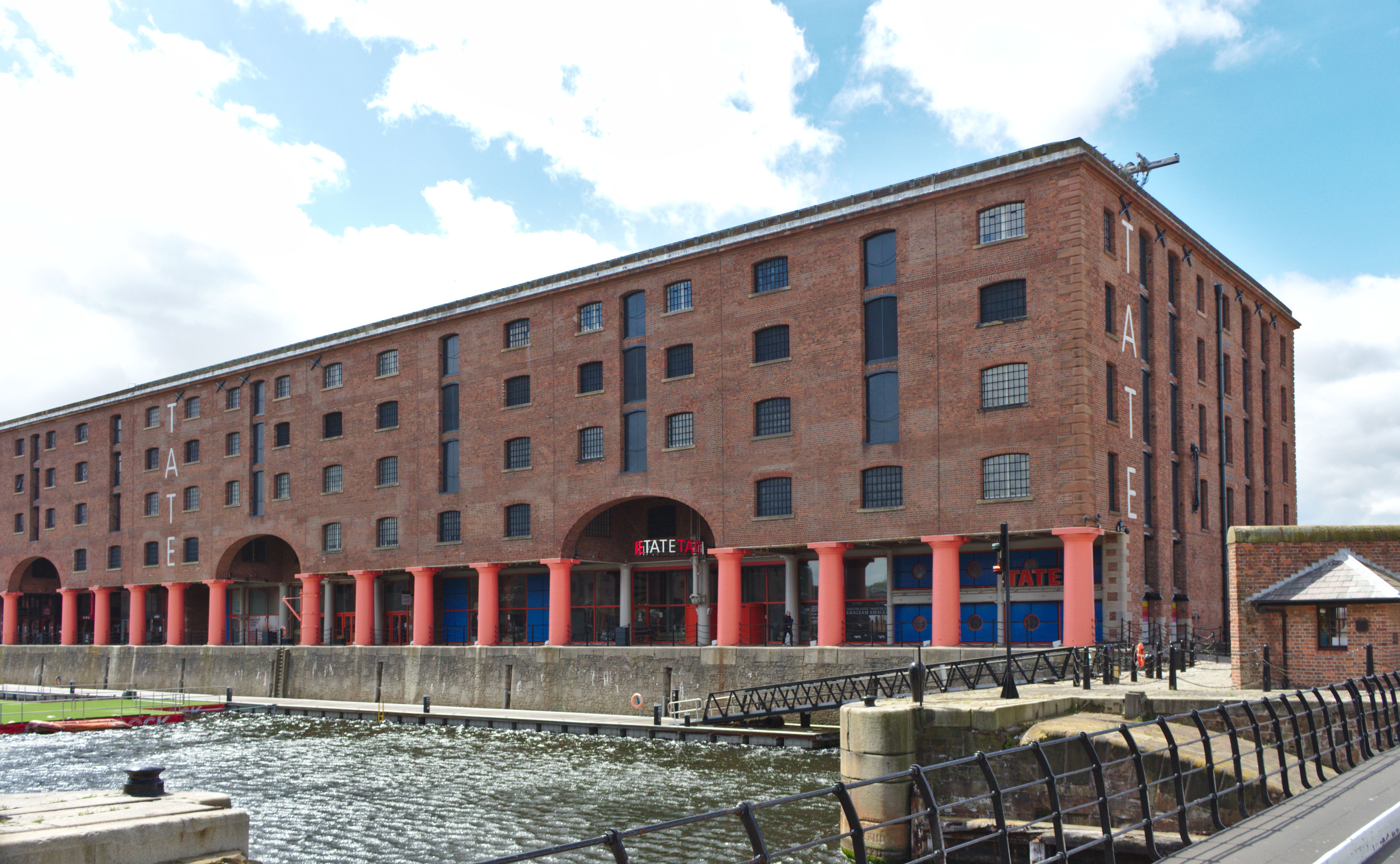
Tate Liverpool
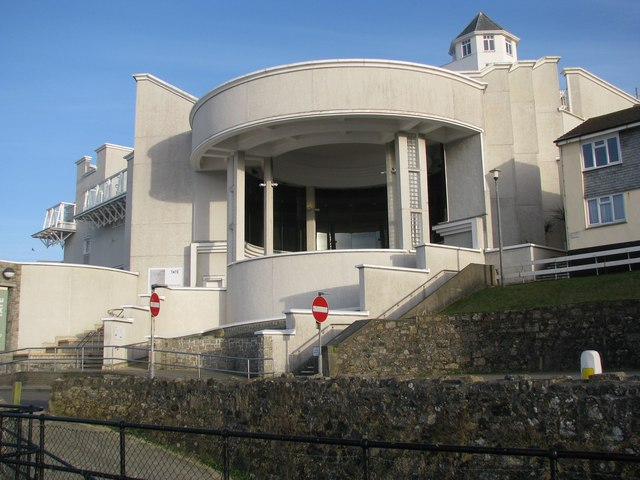
Tate St Ives
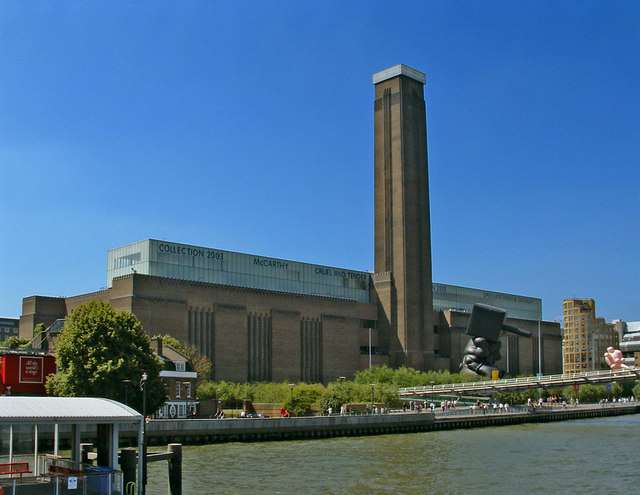
Tate Modern